# Ніколаєнко Станіслав Миколайович
Станісла́в Микола́йович Нікола́єнко (нар. 9 лютого 1956, Богданівка, Кіровоградщина) — український політик та громадський діяч. Президент, голова Вченої ради Національного університету біоресурсів і природокористування України. Міністр освіти і науки України (2005—2007), професор, доктор педагогічних наук, академік Національної академії педагогічних наук України та Національної академії аграрних наук України. Лідер лівоцентристської партії «Справедливість». Голова Всеукраїнської громадської організації "Громадська Рада освітян і науковців України". Перший заступник Громадської організації "Спілка ректорів закладів вищої освіти України". Голова Асоціації працівників закладів вищої аграрної освіти "Агроосвіта".

## Біографія
Народився на Кіровоградщині. Закінчив Українську сільськогосподарську академію (інженер-механік, викладач-інженер) та Одеський інститут політології і соціального управління за спеціальністю політолог.

## Трудовий шлях
Трудову діяльність розпочав викладачем Кіровоградського сільськогосподарського технікуму. З 1980 року життя пов'язане з Херсонщиною. Працював секретарем Каховського міськкому комсомолу, директором Красноперекопського профтехучилища, інструктором відділу науки і навчальних закладів і завідувачем оргвідділу Херсонського обкому партії, головою ради народних депутатів Нижньосірогозького району. У 1991–1994 роках — заступник начальника Херсонського обласного управління освіти, викладач, доцент, професор педагогічного інституту.
Народний депутат України кількох скликань, голова Комітету Верховної Ради України з питань науки і освіти, у 2005–2007 роках Міністр освіти і науки України, голова Громадської Ради освітян і науковців України, голова партії «Справедливість». Розробник і автор ряду законів щодо інноваційного розвитку держави, обов'язкової середньої освіти, збереження і розвитку профтехосвіти і вищої школи. Багато зробив для соціального захисту вчителя і науковця, студента.
2 червня 2014 призначений виконуючим обов'язки ректора Національного університету біоресурсів і природокористування України. З 29 серпня 2014 року по 13 червня 2024 року — ректор Національного університету біоресурсів і природокористування України. Продовжує працювати Президентом, головою Вченої ради Національного університету біоресурсів і природокористування України. 

## Політична діяльність
У 1991–2009 роки — член Соціалістичної партії України.
Народний депутат України 2-го скликання з квітня 1994 року (2-й тур) до квітня 1998 р., висунутий СПУ. Секретар Комітету з питань науки та народної освіти. Член фракції СПУ і СелПУ.
Народний депутат України 3 скликання з березня 1998 року Уповноважений представник фракції Соціалістичної партії і Селянської партії України («Лівий центр») (з травня 1998 року, пізніше — фракція СПУ; секретар Комітету з питань науки і освіти (з липня 1998 року).
Народний депутат України 4 скликання з квітня 2002 року, висунутий СПУ.
З травня 2002 року — уповноважений представник фракції СПУ, голова Комітету з питань науки і освіти з червня 2002 року. Під час роботи в комітеті очолював Всеукраїнську асоціацію працівників професійної освіти.
У 2007–2009 роки — секретар Політради СПУ з ідеологічної роботи, член Політради Соціалістичної партії України.
З січня 2005 року — голова Громадської Ради освітян і науковців України (ГРОНУ).
4 квітня 2009 року колишні члени СПУ Станіслав Ніколаєнко та Олександр Баранівський звернулись до всіх членів СПУ із закликом вийти з СПУ і об‘єднатися із політичною партією «Справедливість» з метою реалізації в Україні програмних принципів європейського демократичного соціалізму.
15 квітня 2009 очолив політичну партію «Справедливість». У грудні 2011 був обраний головою партії «Об'єднані ліві і селяни», яка у червні 2014 року повернулася до своєї попередньої назви — «Справедливість».
У 2012 році балотувався у народні депутати України по 185 округу (Херсонщина) як представник партії «Об'єднані ліві та селяни», отримавши на виборах третій результат після Михайла Опанащенка та Сергія Хланя та набравши 16,18% голосів виборців. 

## Робота міністром освіти
З початку 2005 р. призначений на посаду Міністра освіти і науки України, де і пропрацював до кінця 2007. У 2005 в Бергені підписав Болонську декларацію від імені України.
У 2005 році за ініціативи студентів, Станіслав Ніколаєнко підтримав ідею створення Всеукраїнської студентської ради при Міністерстві освіти і науки України, як консультативно-дорадчого органу з питань студентського самоврядування. У 2007 році за ініціативи Станіслава Ніколаєнка створено державну програму упорядкування студентських гуртожитків «Студентський та учнівський гуртожиток».
Фінансування освіти зросло з 5 % до 7 % ВВП. Суттєво переглянуто принципи формування держзамовлення до вищих навчальних закладів. За три роки кількість студентів, що навчаються на стаціонарі за рахунок бюджету і зараховані на перший курс, зросла із 40 % до 59 % і склало майже 150 тис. осіб. На сьогодні в Україні нараховується більше 560 студентів на 10 тис. населення, що відповідає середньоєвропейському показнику.
За керівництва Станіслава Ніколаєнка у 2008 році ініційовані нові державні програми в освіті і науці:
- Державна програма роботи з обдарованою молоддю.
- Державна програма «шкільний автобус».
- Державна програма «Наука в університетах».
- Державна програма оновлення 300 шкіл України.
- Державний проект «Школа майбутнього».
- Створення вітчизняної освіти «нової якості».
- Долучення вищої освіти України до «Болонського процесу».
- Державна програма соціального захисту дітей-сиріт і дітей-інвалідів «Дитинство» на 2007—2012 роки.

## Праці
Автор понад 150 науково-методичних праць та 13 книг.
Співпрацює з журналом «Інтелектуальна власність».
У 2009 р. захистив докторську дисертацію на тему: «Теоретико-методологічні основи управління інноваційним розвитком системи освіти України», дисертацією була монографія. Пізніше стало відомо, що дисертація містить десятки сторінок плагіату. Станіслав Ніколаєнко визнав запозичення, але не вважає їх плагіатом. На його думку борці з плагіатом наносять шкоду українській освіті.

## Нагороди
- Заслужений працівник освіти України (1997)[10]
- Почесна грамота Верховної Ради України[джерело?]
- Орден «За заслуги» III ступеня (2006)[11]
- Орден «За заслуги» II ступеня (2016)[12]
- Орден «За заслуги» I ступеня (2019)[13]